# Ankara
För andra betydelser, se Ankara (olika betydelser).
Ankara (före 1930 Engürü; i Europa tidigare kallad Angora; under antiken Ancyra på latin och Ἄγκυρα ('Ágkyra, Áŋkyra) på grekiska) är Turkiets huvudstad sedan 1923 och också namnet på den provins i centrala Anatolien som staden ligger i. Ankaras storstadskommun administrerar 25 distrikt med en total folkmängd på 5,7 miljoner invånare (2022) vilket gör den till landets näst största stad, efter Istanbul.
Staden är säte för den turkiska regeringen och nationalförsamlingen, liksom för alla departement och de viktigaste politiska och byråkratiska organen. Staden har också en viktig akademisk roll i Turkiet, med åtta universitet. Bland dem de tre stora prestigeuniversiteten Bilkent, ODTÜ och Hacettepe. Ankara påstås traditionellt i Turkiet vila på fyra pelare: universiteten, den politiska makten, militären, och de viktigaste islamska organen i Turkiet. Staden är också ett viktigt industriellt och kommersiellt centrum, med ett växande antal nya kontorskyskrapor och affärscentrum som växt upp i framförallt västra Ankara under de senaste åren som en följd av den starka ekonomiska utvecklingen i den anatolska delen av landet. Som affärscentrum är dock staden underlägsen Istanbul.
Benämningen Angora på kattrasen Turkisk angora har sitt ursprung i stadens äldre europeiska namn.

## Historia

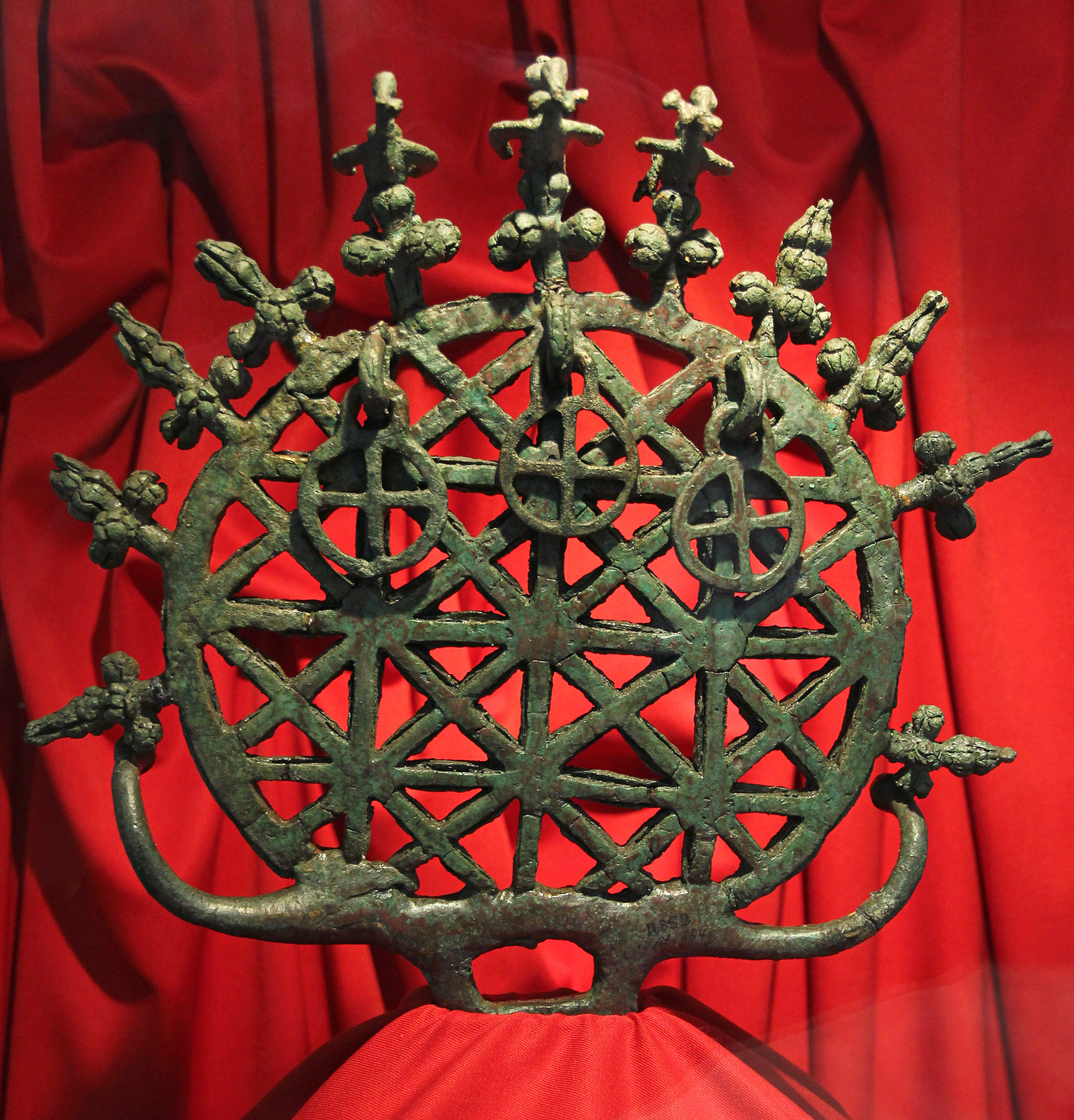
Alaca Höyük bronsstandarder är en pre-hettitisk grav som dateras till det tredje årtusendet f.Kr. Det anses vara symbolen för staden än idag.

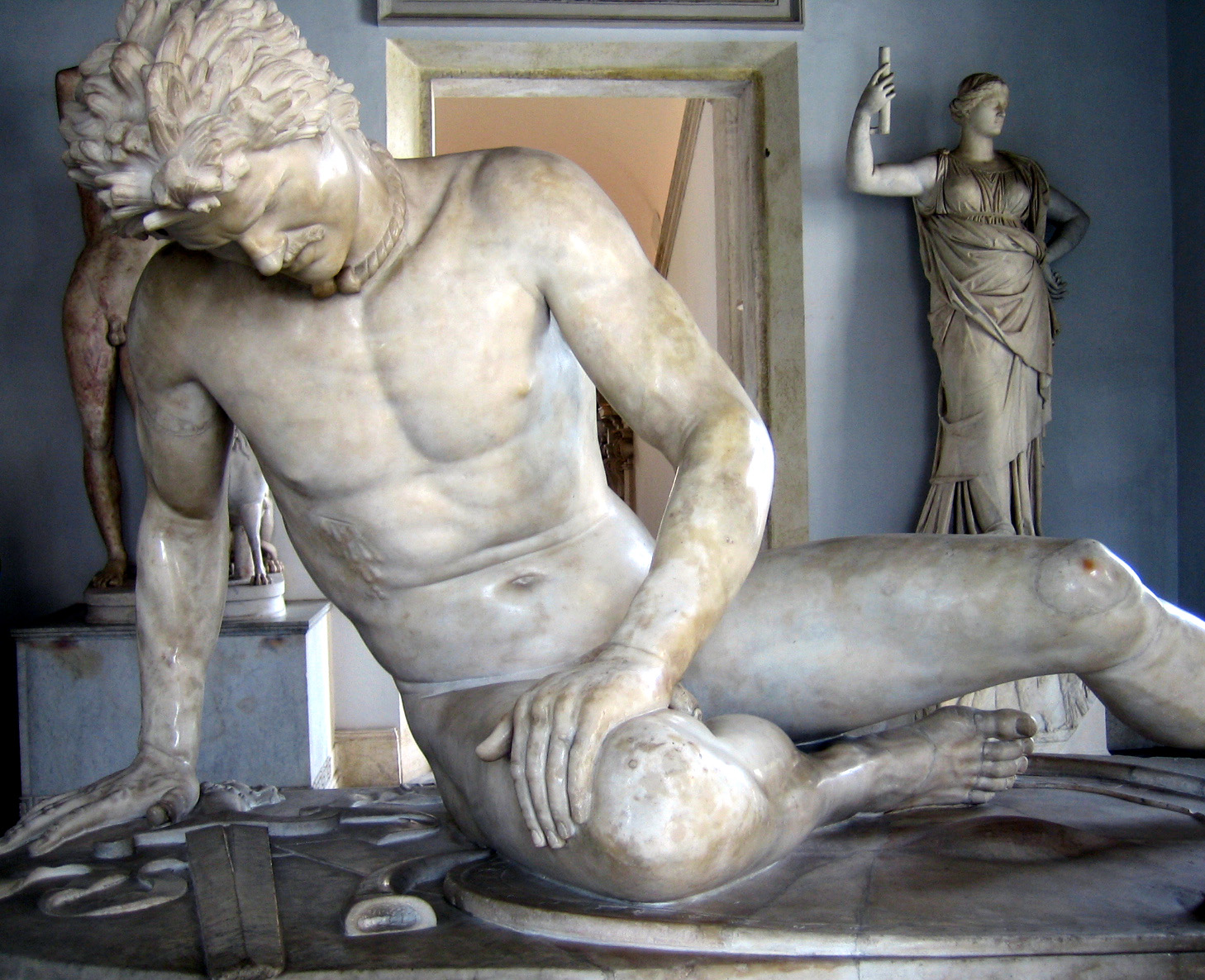
Staty beställd mellan år 230 och år 220 före kristus. Den var beställd av kung Attalos I av Pergamon för att fira hans seger över Kelterna. Bilden visar en romersk kopia av statyn från 300-talet efter kristus som finns på Capitoline Museet i Rom.

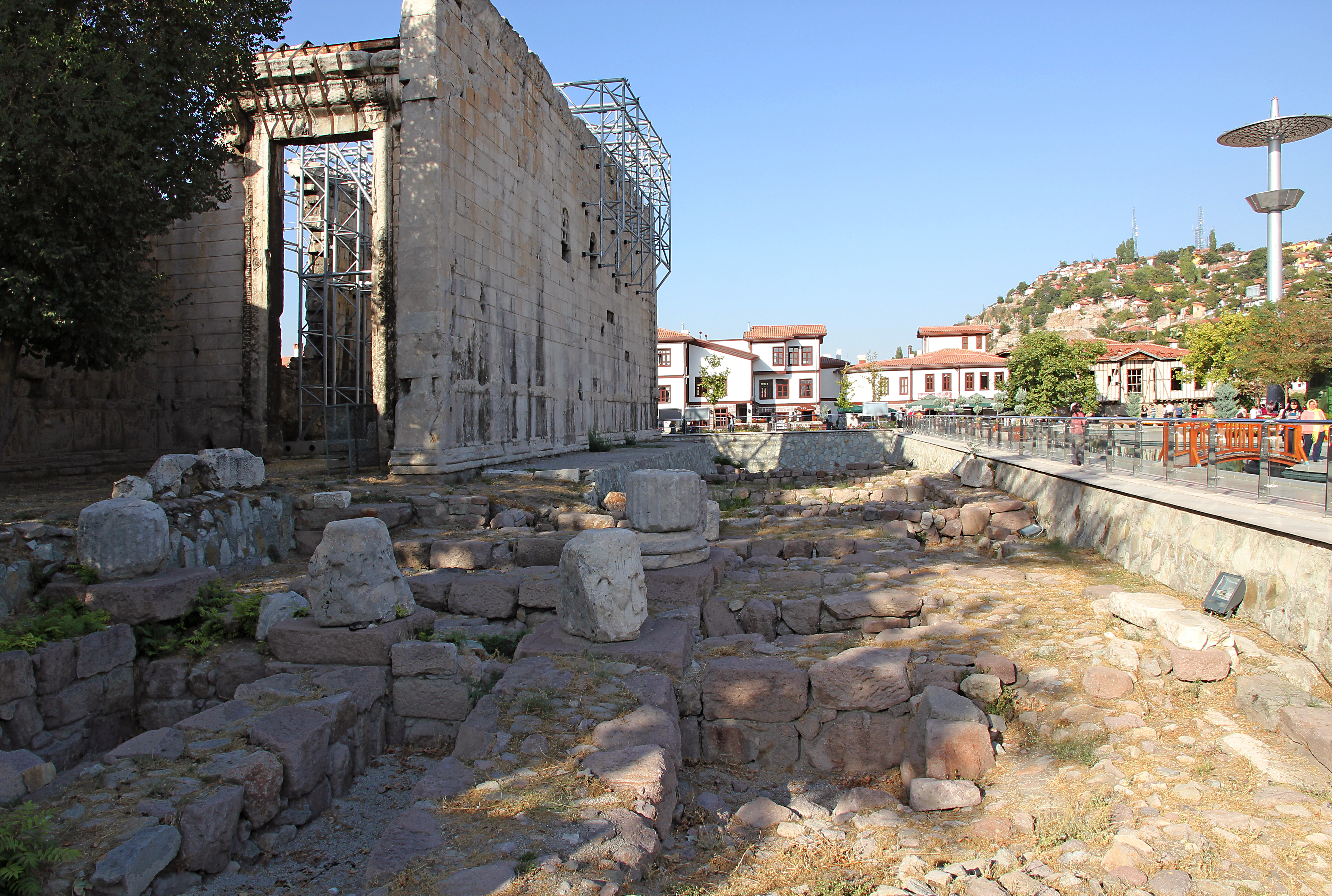
Monumentum Ancyranum (templet för Rom och Augustus) i Ankara.

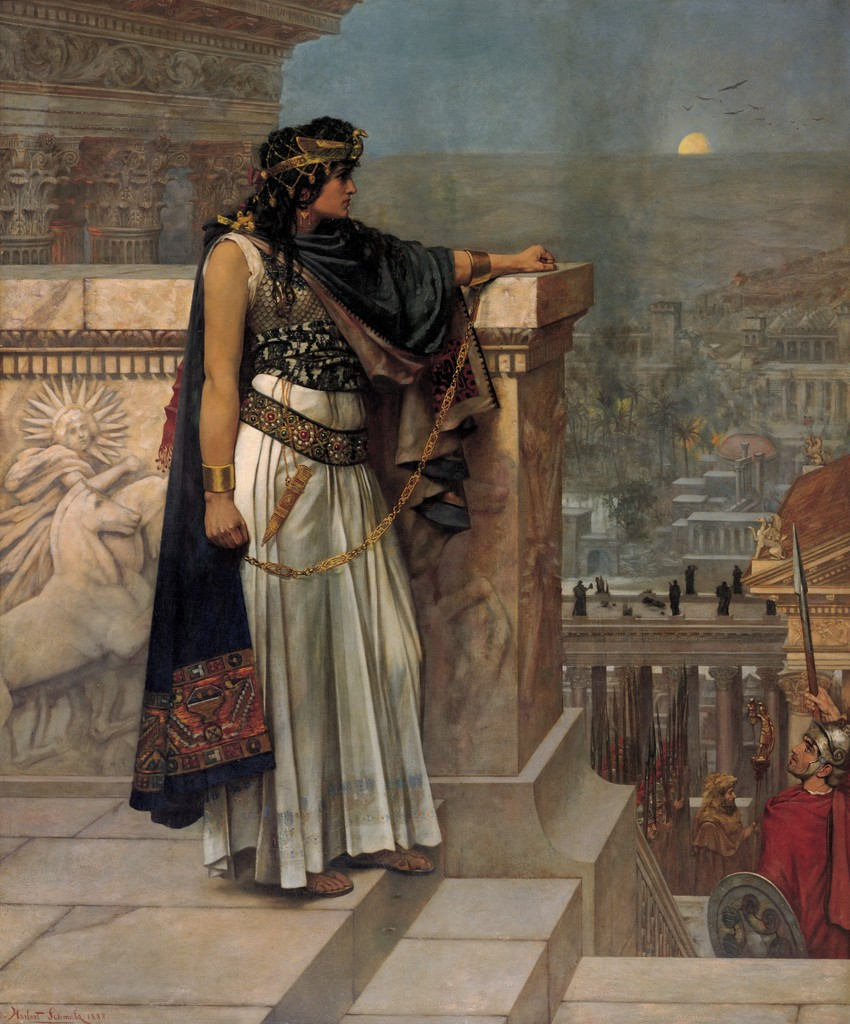
Drottning Zenobia,
sentida målning av Herbert Schmalz

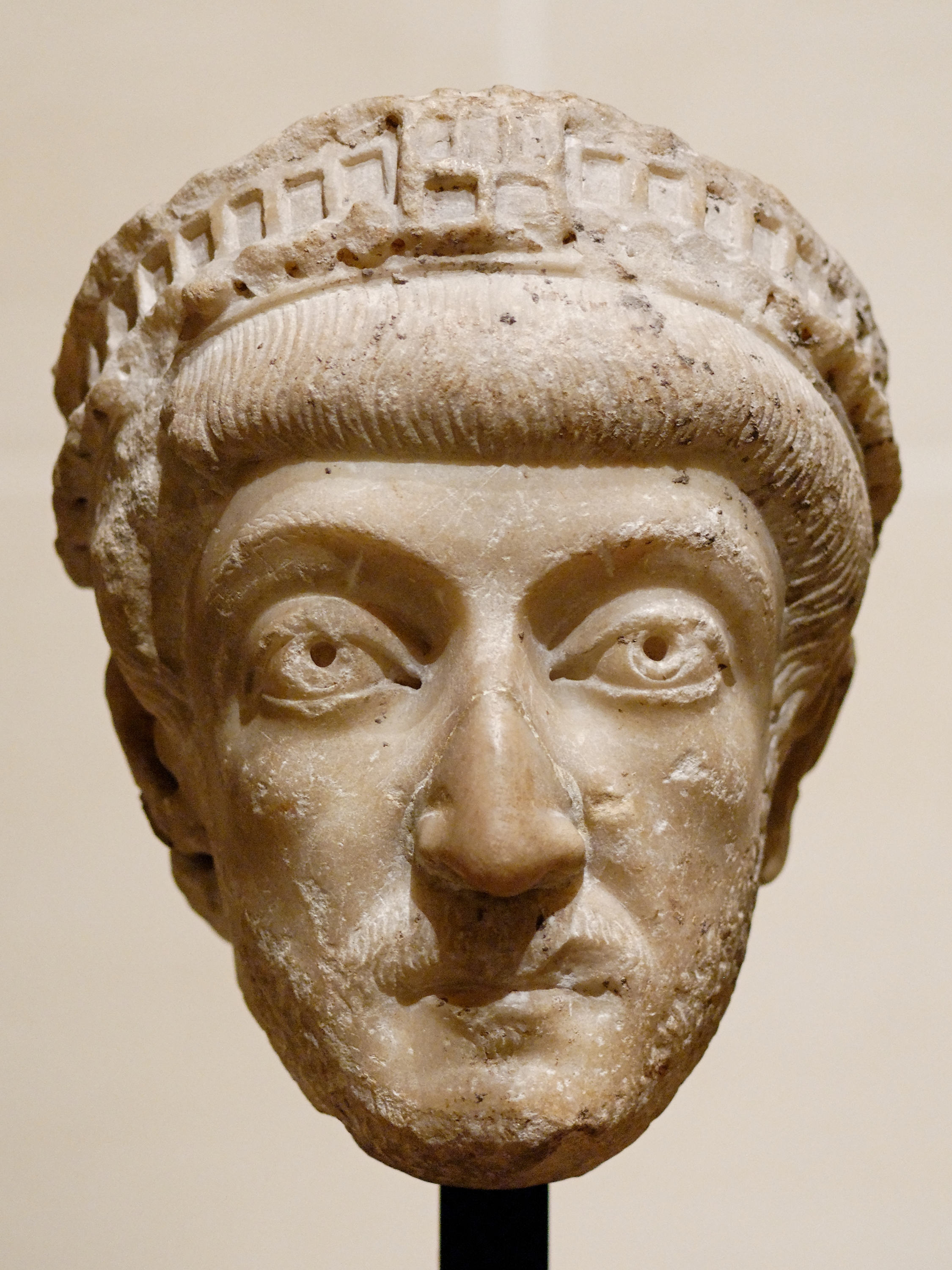
Byst av Theodosius II

Ankaras historia går tillbaka till järnåldern. Därefter har staden varit under hettitisk, frygisk, lydisk, persiskt, makedoniskt, keltiskt, romerskt, bysantinskt, Seldjukiskt, osmanskt och turkiskt styre.

### Den hettitiska perioden
De äldsta bosättningarna runt Ankara härstammar från bronsåldern och är hettitiska. Hettiterna kallade staden för Ankuwash, så tidigt som på 1200-talet f.Kr. Cirka tvåhundra år senare, på 1000-talet, blev staden en viktig frygisk stad; efter att den gamla frygiska huvudstaden Gordion hade förstörts i en jordbävning skedde en migration till Ankara. I frygisk tradition räknas Kung Midas som grundare av staden, men den kände romerska historiken Pausanias (som kom från Anatolien) beskrev staden som äldre, vilket stämmer med dagens kunskap om Ankara. Men moderna historiker öppnar för att staden kan ha varit tom på befolkning när Midas kom dit.

### Den lydiska och persiska perioden
Den frygiska perioden följdes av en lydisk och därefter persisk period. Den persiska perioden varade fram till att Alexander den store erövrade staden.

### Den grekiska perioden
Alexander den Store erövrade Ankara år 333 f.Kr., han ledde erövringen från Gordion och stannade en kort period i Ankara. Efter Alexanders död i Babylon 323 delades hans rike upp bland hans generaler och Ankara kom under Antigonos styre. Den grekiska perioden innebar en lång tillväxtperiod för Ankara. Under Pontos styre växte Ankara fram som ett betydande handelscentrum. Staden var viktig för handeln mellan hamnarna vid Svarta havet och Krimhalvön i norr;  Assyrien, Cypern och Libanon i söder; och Georgien, Armenien och Persien i öster. Under denna tid fick staden namnet Ànkyra som betyder ankare på grekiska. Den nuvarande turkiska formen Ankara, är en lätt modifierad version av det grekiska namnet.

### Den keltiska perioden
År 278 f.Kr. erövrades Ankara tillsammans med resten av Anatolien av ett keltiskt folk, galatierna. De gjorde Ankara till sin huvudstad. Den galatiska befolkningen var sannolikt liten, och de utgjorde en begränsad aristokratisk del av befolkningen som styrde över den i huvudsak fortfarande frygisktalande befolkningen.

### Den romerska perioden
Ankara erövrades år 25 f.Kr. av kejsaren Augustus och kom under det romerska rikets kontroll. Staden blev under namnet Ancyra huvudstad för den romerska provinsen Galatien. Augustus förvandlade Ankara till en av de ledande romerska provinsstäderna, och befolkningen bestående av frygier och kelter nådde över 200 000 som mest. En folkmängd som inte överträffades förrän på 1900-talet, efter att staden hade blivit den nya turkiska republikens huvudstad.

### Gotiska och arabiska invasioner
Ankaras styrka låg i stadens position i mötespunkten där de romerska vägarna i Anatolien i nord-sydlig och väst-östlig riktning korsade varandra. Det gjorde att ett antal romerska kejsare och deras arméer passerade staden, men det gjorde den också utsatt för invasioner. Under 300-talet e.Kr. invaderades staden av goterna, och därefter av araberna. I omkring ett decennium var staden den västligaste utposten i den arabiska drottningen Zenobias rike, ett rike med huvudstad i Palmyra i den syriska öknen.

### Den sena romerska perioden
Staden återtogs av det romerska riket under kejsaren Aurelianus 272. Under samma period kristnades staden, liksom många andra anatoliska städer.

#### Det kristna Ankara
Under början av 300-talet var det romerska förtrycket av kristna starkt, i synnerhet under Diocletianus styre. En rad kristna företrädare led, enligt den kristna traditionen, martyrdöd i Ankara under 300-talets första tid. Försöken att stoppa kristendomens framväxt var inte framgångsrika, och Ankara växte under resten av seklet fram som ett viktigt kristet centrum.

#### Den bysantinska perioden
Efter att Konstantinopel hade blivit Östroms huvudstad blev Ankara en populär sommarstad för kejsarna som flydde det fuktiga sommarklimatet vid Bosporen för den torra bergsluften i Ankara. Theodosios II regerade från Ankara under sommartiden. Från 600-talet började det Bysantinska riket förlora kontrollen över Ankara och staden erövrades igen av varierande arabiska styrkor men behöll sin position som handelscentrum längs vägarna mellan öst och väst och som mestadels Bysantinsk stad.

### Under seljukerna och osmanskt styre
År 1073 erövrades staden av seljukerna, under ledning av sultan Alp Arslan som banade väg för seljukernas expansion genom segern i slaget vid Manzikert 1071. 1356 erövrades staden av Orhan I, och staden kom under osmanskt styre. 
Med undantag för ett år, 1402-1403, förblev staden osmansk fram till första världskriget då större delen av Turkiet ockuperades av de allierade. De allierade planerade att dela landet mellan sig, mellan Frankrike, England, Italien och Grekland medan bara en liten del av Anatolien skulle bli turkiskt. Som ett svar på det mobiliserade Mustafa Kemal Atatürk den nationella motståndsrörelsen i Ankara och ledde den turkiska sidan i det turkiska frihetskriget från Ankara. Kriget slutade med en total seger 1923 och den 29 oktober utropades Republiken Turkiet. Redan några veckor tidigare hade beslutet att göra Ankara till den nya republikens huvudstad fattats.

### Ankara som huvudstad i Turkiet
Sedan självständigheten har den rätt obetydliga osmanska provinsstaden förvandlats till en modern huvudstad med nästan 4 miljoner invånare. Staden delades upp i två delar. Ulus är den gamla delen med kastellet, en rad romerska ruiner och antika byggnader från bysantinsk och osmansk tid. Den nya delen Yenişehir är präglad av 1900-talsbyggnader, breda gator, höghus, kontor samt utländska representationer och stora universitet.

## Administrativ indelning
Från och med 2023 har Ankara Metropolitan Municipality 25 distrikt.

### Distrikt
- Akyurt
- Altındağ
- Ayaş
- Bala
- Beypazarı
- Çamlıdere
- Çankaya
- Çubuk
- Elmadağ
- Etimesgut
- Evren
- Gölbaşı
- Güdül
- Haymana
- Kalecik
- Kahramankazan
- Keçiören
- Kızılcahamam
- Mamak
- Nallıhan
- Polatlı
- Pursaklar
- Sincan
- Şereflikoçhisar
- Yenimahalle

## Klimat
Ankara har inlandsklimat. Medeltemperaturen är -2,5 °C (dagtid +1,6 °C) i januari och 22,5 °C (dagtid 28,3 °C) i juli. Regnmängden är runt 400 mm per år. Det alltså ganska torrt klimat med rätt kalla vintrar och varma somrar.
Dessutom är temperaturen avhängig från höjden. Den kallaste temperaturen någonsin i Ankara är -31,1 °C medan det som högst har uppmätts är 42,2 °C.
Uppmätta normala temperaturer och -nederbörd i Ankara:
|                                            | Jan  | Feb  | Mar  | Apr  | Maj  | Jun  | Jul  | Aug  | Sep  | Okt  | Nov  | Dec  |
| ------------------------------------------ | ---- | ---- | ---- | ---- | ---- | ---- | ---- | ---- | ---- | ---- | ---- | ---- |
| Normaldygnets maximitemperaturs medelvärde | 1,6  | 4,4  | 10,0 | 15,5 | 20,0 | 24,4 | 27,7 | 28,3 | 24,4 | 18,3 | 10,5 | 4,4  |
| Normaldygnets minimitemperaturs medelvärde | −6,6 | −5,0 | −1,6 | 3,3  | 6,6  | 9,4  | 12,7 | 12,7 | 8,3  | 3,8  | −1,1 | −3,3 |
|                                            |      |      |      |      |      |      |      |      |      |      |      |      |
| Nederbörd                                  | 40   | 31   | 36   | 51   | 52   | 39   | 17   | 15   | 18   | 32   | 36   | 48   |

| Diagram | temperaturer i °C • månadsnederbörd i mm | temperaturer i °C • månadsnederbörd i mm | temperaturer i °C • månadsnederbörd i mm | temperaturer i °C • månadsnederbörd i mm | temperaturer i °C • månadsnederbörd i mm | temperaturer i °C • månadsnederbörd i mm | temperaturer i °C • månadsnederbörd i mm | temperaturer i °C • månadsnederbörd i mm | temperaturer i °C • månadsnederbörd i mm | temperaturer i °C • månadsnederbörd i mm | temperaturer i °C • månadsnederbörd i mm | temperaturer i °C • månadsnederbörd i mm |
|         | 40 2 -7                                  | 31 4 -5                                  | 36 10 -2                                 | 51 16 3                                  | 52 20 7                                  | 39 24 9                                  | 17 28 13                                 | 15 28 13                                 | 18 24 8                                  | 32 18 4                                  | 36 11 -1                                 | 48 4 -3                                  |

## Transport

### Busstrafik
Bussterminalen, Ankara Şehirlerarası Terminal İşletmesi, är en viktig del i transportnätet som täcker nästan alla delar av staden. Härifrån går också fjärrbussar, ett viktigt resesätt i Turkiet som mestadels har ganska långsamt och glest järnvägsnät.

### Flyg
Ankaras flygplats, Ankara Esenboğa Havalimanı, är belägen 28 km nordost om stadens centrum.

### Vägar
Från Ankara går det motorväg till Istanbul samt även till andra delar av landet.

### Järnväg
Centralstationen, Ankara Garı, drivs av Türkiye Cumhuriyeti Devlet Demiryolları och är en viktig knutpunkt mellan landets västra och östra del. Järnvgen når ut till stora delar av landet. Den viktigaste järnvägslinjen är den som går till Istanbul.

### Tunnelbana
Tunnelbanan invigdes 1997, den kallas Metro och har en linje som är 14,6 kilometer lång. Det finns en linje till som uppfyller alla principer för tunnelbanor. Den kallas Ankaray och brukar kallas "lätt metro" och är 8,7 km lång, mestadels i tunnel.

## Sport

### Fotboll
Det finns två lag från staden i högsta ligan, Süper Lig:
- MKE Ankaragücü
- Gençlerbirliği SK

## Vänorter
Ankara har följande vänorter:

- Seoul, Sydkorea, sedan 1971
- Islamabad, Pakistan, sedan 1982
- Kuala Lumpur, Malaysia, sedan 1984
- Rizokarpaso, Nordcypern, sedan 1986
- Nicosia, Nordcypern, sedan 1989
- Peking, Kina, sedan 1990
- Bisjkek, Kirgizistan, sedan 1992
- Budapest, Ungern, sedan 1992
- Khartoum, Sudan, sedan 1992
- Moskva, Ryssland, sedan 1992
- Sofia, Bulgarien, 1992
- Havanna, Kuba, sedan 1993
- Kiev, Ukraina, sedan 1993
- Asjchabad, Turkmenistan, sedan 1994
- Kuwait, Kuwait, sedan 1994
- Sarajevo, Bosnien och Hercegovina, sedan 1994
- Tirana, Albanien, sedan 1995
- Skopje, Nordmakedonien, sedan 1995
- Tbilisi, Georgien, sedan 1996
- Ufa, Ryssland, sedan 1997
- Bukarest, Rumänien, sedan 1998
- Hanoi, Vietnam, sedan 1998
- Manama, Bahrain, sedan 2000
- Mogadishu, Somalia, sedan 2000
- Santiago de Chile, Chile, sedan 2000
- Astana, Kazakstan, sedan 2001
- Dusjanbe, Tadzjikistan, sedan 2003
- Kabul, Afghanistan, sedan 2003
- Ulan Bator, Mongoliet, sedan 2003
- Kairo, sedan 2004
- Chișinău, Moldavien, sedan 2004
- Sanaa, Jemen, sedan 2004
- Tasjkent, Uzbekistan, sedan 2004
- Pristina, Kosovo, sedan 2005
- Kazan, Ryssland, sedan 2005
- Kinshasa, Kongo-Kinshasa, sedan 2005
- Addis Abeba, Etiopien, sedan 2006
- Minsk, Vitryssland, sedan 2007
- Zagreb, Kroatien, sedan 2008
- Damaskus, Syrien, sedan 2010
- Bissau, Guinea-Bissau, sedan 2011
- Washington, D.C., USA, sedan 2011
- Bangkok, Thailand, sedan 2012
- Wien, Österrike, sedan 2012
- Ljubljana, Slovenien, sedan 2015

### Fotnoter
1. ↑  ”Nüfus ve Demografi – Toplam Nüfus (kişi)”. Turkish Statistical Institute (www.tuik.gov.tr). https://cip.tuik.gov.tr/. Läst 4 februari 2022.
2. ↑  ”Turkey: Ankara City”. City Population. https://www.citypopulation.de/en/turkey/ankaracity/.
3. ↑  Mayor Mansur Yavaş
4. ↑  ”İlçelerimiz”. www.ankara.gov.tr. http://www.ankara.gov.tr/ilcelerimiz. Läst 21 januari 2024.
5. ↑  ”Historical Weather for Ankara, Turkey”. weatherbase.com. Weatherbase. http://www.weatherbase.com/weather/weatherall.php3?s=82171&refer=&units=metric&cityname=Ankara-Turkey.
6. ↑  ”Vänorter på Ankaras nätsidor, läst 9.12.2015”. Arkiverad från originalet den 16 november 2018. https://web.archive.org/web/20181116113534/https://www.ankara.bel.tr/en/foreign-relations-department/sister-cities-of-ankara?mobile=1#.VmhIL3l03IU. Läst 9 december 2015.